# Monodelphis umbristriata
Monodelphis umbristriata là một loài động vật có vú trong họ Didelphidae, bộ Didelphimorphia. Loài này được Miranda-Ribeiro mô tả năm 1936.